# Pere Oriola
Pere Oriola (Pedro Oriola, Pedro de Oriola) (fl. 1440 – 1484?) fue un cantor y compositor español del Renacimiento activo en el siglo XV en el Reino de Nápoles.

## Su vida
Se conocen muy pocos datos de su vida. La primera mención que tenemos de él aparece en un documento fechado el 21 de noviembre de 1441 en el que consta su ingreso en la capilla musical del rey Alfonso el Magnánimo en Nápoles. Su nombre sigue apareciendo en la lista de cantores de la capilla en 1444 y 1445 y se sabe que en 1470 seguía viviendo en dicha ciudad cuando escribió un par de cartas a Ludovico III Gonzaga, Marqués de Mantua.
Casi con toda seguridad se le puede identificar con el cantor Pedro de Orihuela que ingresó en la capilla real de Fernando el Católico en octubre de 1484. Sin embargo, su nombre no aparece en los siguientes registros de la capilla, por lo que probablemente murió alrededor de dicha fecha.

## Su obra
Se han conservado solo 4 obras de Oriola. Se hallan en el Cancionero de Montecassino y en el manuscrito "Perugia, Biblioteca Comunale Augusta, Ms. 431". El Cancionero de Montecassino es un manuscrito relacionado con la corte aragonesa en Nápoles de Alfonso el Magnánimo. Los márgenes de este cancionero, donde se escribieron muchos de los nombres de los compositores de las piezas, fueron guillotinados en la encuadernación del siglo XVII, por lo que posiblemente algunas de sus piezas anónimas fueron también compuestas por Oriola.
A continuación se detallan las obras conservadas de Pere Oriola. Los códigos de la columna de "Fuentes" musicales se especifican más abajo. Los de la columna de "Grabaciones" se especifican en la sección de "Discografía".
| N.º | Obra                                | Voces | Forma musical | Fuentes | Grabaciones        | Comentarios |
| --- | ----------------------------------- | ----- | ------------- | ------- | ------------------ | --- |
| 1   | In exitu Israel de Egypto           | 4     | salmo         | CMM     | MAG                | Es una versión del salmo 113. Es la primera obra de este género escrita mediante la técnica del falsobordón. Lleva la melodía gregoriana en la voz superior. |
| 2   | O vos homines qui transitis in pena | 3     | barzelletta   | CMM     | DAE, CAP, FLO, MIC | Es una parodia de la antífona de laudes del Sábado Santo convertida en barzelletta. El texto es en latín e italiano y alude a la gentil donna d'Alagne, que es Lucrezia d'Alagno, la amante del rey Alfonso el Magnánimo. El texto también está incluido en una antología de poetas activos en la corte del rey Alfonso (manuscrito F-Pn f.it.1035). La primera voz es vocal y las otras dos instrumentales. La ornamentada melodía de esta pieza no está relacionada con el canto llano. Probablemente su uso es no litúrgico. |
| 3   | Trista che spera morendo            | 3     | canción       | PER     | SIN                | |
| 4   | (Obra sin texto)                    | 3     | canción       | PER     |                    | |

Fuentes musicales:
- CMM - Montecassino, Biblioteca dell'Abbazia, 871 (Cancionero de Montecassino)
- PER - Perugia, Biblioteca Comunale Augusta, Ms. 431 (olim G20)

## Discografía
- 1990 - [DAE] Il Cantar Moderno. Venetian and Neapolitan songs of the 15th Century. Ensemble Daedalus. Accent 10068.
- 1992 - [SIN] La vida de Colin ribaldi, vecchie, malmaritate e altre storie del '400 (XV sec.). Sine Nomine. Quadrivium SCA 021.
- 1998 - [CAP] Alfons el Magnànim. Música profana de la Cort Aragonesa a Nàpols. Carles Magraner. Capella de Ministrers. Auvidis Ibèrica (Naïve) AVI 8022.
- 2000 - [FLO] O tempo bono. Music at the Aragonese Court of Naples. Florilegio Ensemble. Marcello Serafini.   Symphonia 00180.
- 2001 - [MIC] Napoli Aragonese. Ensemble Micrologus. Opus 111.
- 2004 - [MAG] Misteri d'Elx - La Festa. Drama en dos partes para la fiesta de la Asunción de la Virgen María. Capella de Ministrers y  Coro de la Generalidad Valenciana. Carles Magraner. Licanus "Capella de Ministrers" CDM 0411.